# Balagansk
Balagansk (en russe : Балаганск) est une commune urbaine de l'oblast d'Irkoutsk, en Russie, et le centre administratif du raïon de Balagansk. Sa population s'élevait à 3 788 habitants en 2021.

## Population
Recensements ou estimations de la population
| 1897  | 1939  | 1959* | 1970* | 1979* | 1989* | 2002* |
| ----- | ----- | ----- | ----- | ----- | ----- | ----- |
| 1 314 | 3 117 | 3 074 | 4 493 | 4 107 | 4 136 | 4 307 |

| 2013  | 2014  | 2015  | 2016  | 2017  | 2018  | 2019  |
| ----- | ----- | ----- | ----- | ----- | ----- | ----- |
| 4 077 | 3 996 | 3 885 | 3 949 | 3 909 | 3 870 | 3 844 |

| 2020  | 2021  | - | - | - | - | - |
| ----- | ----- | - | - | - | - | - |
| 3 791 | 3 788 | - | - | - | - | - |